# Hôtel Alexandre
L’hôtel Alexandre est un hôtel particulier situé à Paris en France.

## Localisation
Il est situé au 16 rue de la Ville-l’Évêque, dans le 8e arrondissement de Paris. 

## Histoire
C'est une œuvre de jeunesse, et la seule construction conservée, de l'architecte Étienne-Louis Boullée. Elle a été bâtie de 1763 à 1766 pour André Claude Nicolas Alexandre, conseiller à la cour des aides à partir de 1747, qui vint l'habiter en 1768 et y mourut en 1775. 
L'hôtel a ensuite appartenu au marquis de Collonge, puis au Maréchal Suchet, propriétaire de 1802 à 1818, qui lui a également laissé son nom. L'hôtel a ensuite été occupé par les Sœurs de la Mère de Dieu puis, à partir de 1907, par l'Institut normal libre de la Madeleine. Il appartenait en 1910 aux héritiers de Kersaint.
Son style rappelle le Petit Trianon. La façade sur cour comprend un ordre de colonnes au sol et la façade sur jardin un ordre de pilastres colossal élevé sur un rez-de-chaussée en soubassement. 
Ce bâtiment fait l’objet d’une inscription au titre des monuments historiques depuis le 4 novembre 1927.
Il abrite actuellement le siège social de Free.